# Interpublic Group of Companies
Interpublic Group of Companies (IPG)  è un gruppo americano di agenzie di comunicazione nato nel 1961. La società è quotata alla Borsa di New York ed è inserita nell'indice S&P 500. La sede è a New York.

## Storia
La IPG è stata fondata nel 1960 come holding, la cui principale controllata era l'agenzia di pubblicità McCann Erickson.
Il gruppo si è molto ingrandito fra il 1999 e il 2001 (con 185 acquisizioni in tre anni) nella corsa all'aumento di dimensioni che riguardò tutto il settore pubblicitario in quegli anni.
Nel 2002 il gruppo è stato coinvolto in uno scandalo contabile analogo ad altri dell'epoca (Enron e WorldCom i più famosi) e la quotazione di borsa è crollata: nel giugno 2006 aveva lo stesso prezzo che nel 1992.

## Aziende del gruppo
le principali agenzie pubblicitarie appartenenti al gruppo sono le seguenti:
- McCann
- MullenLowe
- Draft FCB Group
- Weber Shandwick
- Deutsch Inc.
- R/Greenberg Associates
- MWW Group
- The Martin Agency
- MRM Worldwide
- Momentum Worldwide
- Jack Morton Worldwide
- Initiative Worldwide